# ウズベクネフテガス

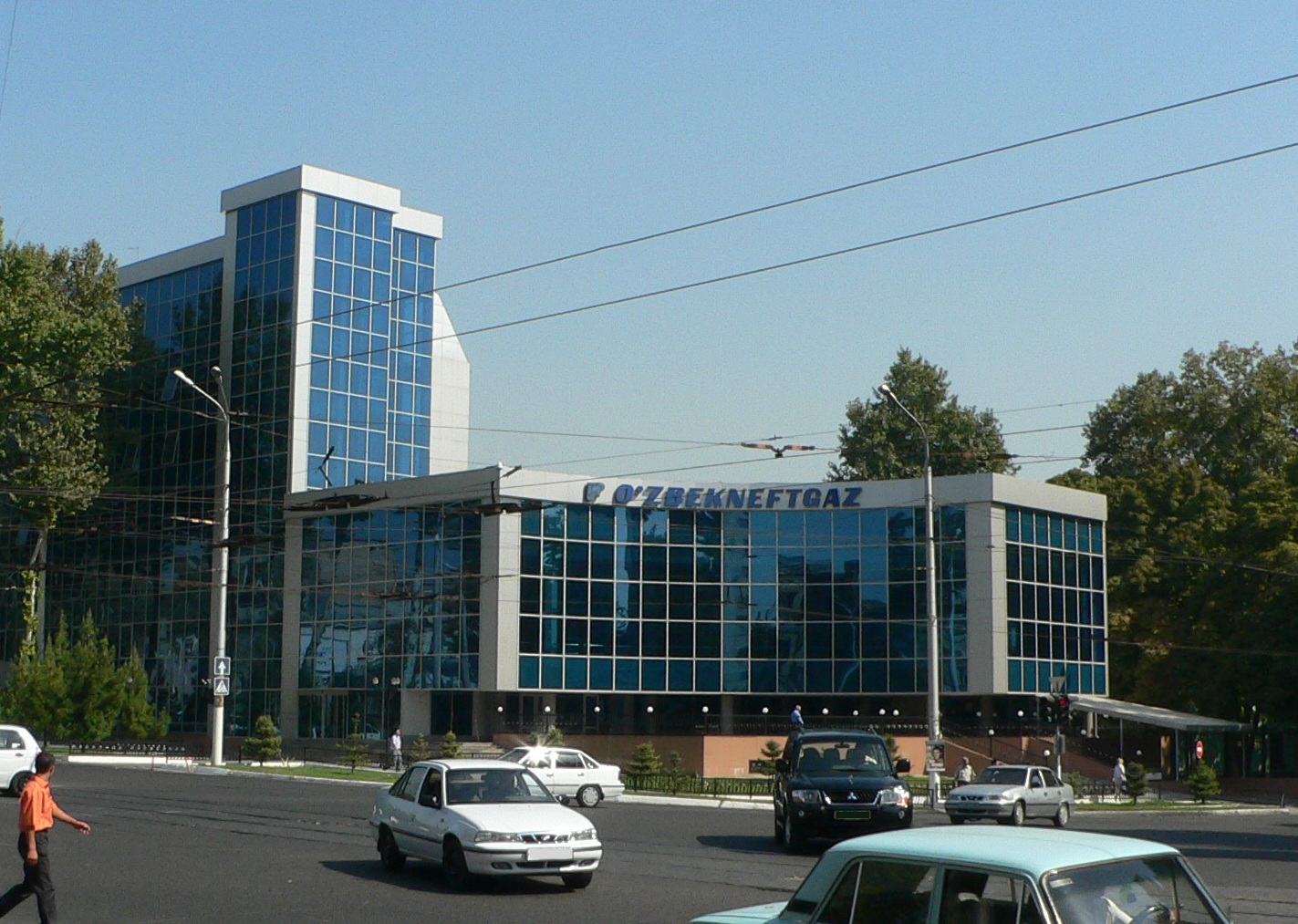
ウズベクネフテガス本社

ウズベクネフテガス (ラテン文字:Uzbekneftegaz NHC (National Holding Company)、ウズベク語: "O`zbekneftgaz" MXK (Milliy Xolding Kompaniyasi)、ロシア語: НХК "Узбекнефтегаз" (Национальная Холдинговая Компания)) はウズベキスタン国内において石油や天然ガスの採掘・抽出を行う国営企業である。「ウズベクネフチェガス」と表記されることもある。

## 歴史
ウズベクネフテガスは1992年に設立された。1998年、ウズベクネフテガスは国営企業となった。ウズベクネフテガスは国内の石油・天然ガスのほぼすべての採掘事業を担当している。

## 事業
ウズベクネフテガスは韓国石油公社や中国石油天然気集団、ルクオイルやペトロナスと提携を行いアラル海周辺地域を始めとする国内の様々な場所において石油・天然ガス採掘事業を展開している。2008年2月、ウズベクネフテガスと韓国ガス公社は共同でジョイントベンチャー企業ウズ＝コル・ガスケミカル (Uz-Kor Gas Chemical) を設立し、約1330億m3の天然ガスを含むとされる油田、ガス田を開発することで合意、ウズテュルト (Ustyurt)ガス化学複合施設を設立した。この施設では、年間10万トンの石油を採掘し、年間40億m3のガス、年間約50万トンのプラスチックが生み出される予定である。
別の韓国企業である韓国石油公社とウズベクネフテガスはウズベキスタン東部のナマンガン＝テルガチ区間とチュスト＝パプ区間における共同石油採掘で合意した。2008年8月、ウズベクネフテガスはペトロベトナムと共同事業を行うことで合意した。ウズベクネフテガスはルクオイルと提携し、ウズベキスタンの天然ガス田を開発するカンディム＝ハウサク＝シャディ＝クングラド・プロジェクトを共同で行うことで合意した。
ウズベクネフテガスは中国石油天然気集団とともに中央アジア＝中国・ガスパイプラインのウズベキスタン側のパイプライン造成事業を行い、パイプラインを保有することで合意した。ウズベクネフテガスと中国石油天然気集団はさらにミングブラク油田の開発を行う合弁企業を設立した。
ウズベクネフテガスはサソール、ペトロナスとともに、ウズベキスタンGTL (GTL、天然ガスを液体燃料へ変換する技術)プロジェクトを共同で行うことを発表した。

## その他
- e-mail：kans@uzneftegaz.uz
- 電話番号：(+998-71) 233-57-57, 236-02-10
- fax番号：(+998-71) 236-77-71